# 奧里與迷失森林
《奧里與黑暗森林》（又译作、，中国大陆官方译为）是由月亮工作室開發、由微軟工作室發行的平台遊戲，支援Microsoft Windows、Xbox One以及任天堂Switch平台。遊戲以尼博爾山森林為背景，玩家操縱樹精靈奧里在林中探索，使枯萎的樹林回復生機，沿途面對各種障礙與敵人並逐漸成長。
遊戲耗時四年製作，參考了《獅子王》和《鐵巨人》等作品、並被指是致《雷曼系列》和《銀河戰士系列》的情書。遊戲於2014年E3遊戲展中獲出席者歡迎，發售後亦獲一致好評，大多對劇情、圖像、遊玩方式、音樂、探索部分和環境設計予以讚揚。
微軟於2016年3月11號在Xbox One平台發表Definitive Edition，添加更多遊戲內容，並可以在遊戲中探索相關角色的身世之謎。2019年8月，在任天堂独立游戏展播节目上，微软宣布游戏的Definitive Edition将登陆任天堂Switch平台，将于同年9月27日发售。

## 遊戲玩法
遊戲採用2D開放世界，玩家操縱白色樹精靈奧里（Ori），在遊戲環境內與各障礙物和敵人進行互動和解謎以克服障礙探索森林，使面臨枯萎的森林回復生機。隨著遊戲劇情發展，奧里會逐步取得各種行動能力，也可收集「生命核心」（Life Cell）和「能量核心」（Energy Cell）以提高生命值和特殊技能的使用次數。賽安（Sein）陪伴奧里進行旅程，負責提供解謎提示及攻擊敵人。擊敗敵人能取得經驗值，達一定數量時能換取技能升級點數，能分別提高賽安、奧里的攻擊能力與行動能力和能量消耗效率。
玩家可以利用遊戲中的「精靈之井」（Spirit Well）儲存進度，也可在任何安全的地方消耗能量建立「靈魂鏈結」（Soul Link）作為存檔點；遊戲對能補充能量的資源數量作出限制，使玩家只能在必要時才可建立上述存檔點。

## 劇情
尼博爾山森林（Nibel）的一場暴風雨將精靈奧里（Ori）自精靈之樹（Spirit Tree）上吹落。一隻形似黑熊的生物納魯（Naru）收養了奧里。不久之後，一場災難使森林枯萎腐壞，納魯因食物短缺而死去。失去親人的奧里被迫隻身探索已面目全非的森林。在瀕死之際，奧里被精靈之樹救活，其後在森林一角發現了發光生物賽安（Sein）。作為精靈之樹雙目與光芒的賽安表示精靈之樹失去維持森林的三種元素的力量，森林因此失去生機。賽安扮演指導與攻擊的角色，引導奧里恢復三種元素：銀之樹（Ginso Tree）的水之元素（Waters）、古門族（Gumon）居所荒蕪廢墟（Forlorn Ruins）內的風之元素（Winds）、以及火山掘之山（Mount Horu）內的暖之元素（Warmth）。
奧里與賽安在恢復水之元素和風之元素時遇上兩個生物：偷走了銀之樹鑰匙的古門族成員古莫（Gumo），以及數次阻撓奧里行動的雌性貓頭鷹黑子（Kuro）。奧里救出被困陷阱的古莫後，古莫交還銀之樹鑰匙，奧里進入銀之樹恢復了水之元素。在荒蕪廢墟內，奧里與賽安發現所有古門族人因風之元素能量中止而被冰封殞命，古莫為古門族的唯一倖存者。為挽救森林與緬懷古門族，奧里利用古門族的光明容器進入廢墟深處恢復風之元素，亦在發現黑子巢穴的鳥蛋後明瞭黑子敵意的由來：精靈之樹在奧里失蹤後發出強烈的精靈之光召喚奧里，導致黑子除該鳥蛋外所有幼鳥被強光波及喪命，黑子因喪子之痛仇視精靈之樹所放出的光芒，為保護唯一存活且尚在蛋裡未孵化的孩子，憤而奪去作為精靈之樹核心的賽安，造成森林失去生機。古莫受奧里和賽安的行動激勵後決定取走光明容器，以容器中的精靈之光使納魯復活並把她帶往掘之山。
在暖之元素恢復後，掘之山造成的森林大火並未停歇，奧里與賽安前往精靈之樹時遭到黑子襲擊。納魯不顧危險擋在黑子面前保護奧里，使黑子從復仇的憤怒中醒悟自己正把喪子之痛施加到另一母親身上。為了拯救即將被大火吞噬的僅存的鳥蛋，黑子把賽安帶返精靈之樹，精靈樹放出一道強光使大火熄滅，黑子亦在強光下一同殞滅。尼博爾山森林在大雨與精靈樹的庇蔭下恢復了生機，古莫與奧里和納魯成為了家人，黑子的鳥蛋被帶回眾人家中，在納魯前往察看時孵化。

## 開發
遊戲由月亮工作室（Moon Studios）以四年時間開發，在開發工作進行了一年後与微軟签约，微軟發行人員丹尼爾·史密斯（Daniel Smith）表示月亮工作室並非設立於某固定地點；員工分佈於世界各地，包括奧地利、澳洲、以色列和美國。遊戲操作程式員大衛·克拉克（David Clark）形容團隊受現今和經典冒險遊戲啟發，特別是《雷曼系列》和《銀河戰士系列》，而本遊戲是致上述遊戲系列的「一封情書」。
遊戲設計師表示他們參考了《獅子王》和《鐵巨人》等作品，故事內容環繞角色成長，以及希望能像《雷曼系列》近期以育碧軟件「育碧藝術」（UbiArt）引擎開發的作品般，以手繪畫風格呈現圖像藝術，但遊戲最終採用Unity引擎。整個遊戲被設定在一個大型地圖內發生，採用1080P解像度而畫面更新率為每秒60格，以及使玩家在探索森林時不受載入時間影響。設計師也表示遊戲所有背景圖像均是獨立部分，沒有重覆使用任何背景，例如某背景中如有大樹、蘑菇和石塊，上述三項物件只能在該處找到。
遊戲在2014年E3遊戲展中首次公開，部分月亮工作室人員於是次展覽首次見面，展覽中不少出席者輪候試玩遊戲示範，四台供人試玩的主機前常有七至八人等候。
E3結束後，月亮工作室在遊戲網頁宣佈遊戲的Xbox 360版本處於開發階段。2014年11月，月亮工作室更新了遊戲狀況，把Xbox One和個人電腦版本之發售日期押後至2015年初，但未有提及Xbox 360版本的開發。月亮工作室被問及此時確認開發工作仍在繼續，預計在2015年第二季末推出。遊戲的最終版本（Definitive Edition）於2015年Gamescom遊戲展中被公開，將包括一個新擴張包，以及新地區、新遊玩機制和藝術創作，然而由於遊戲內容送審問題，此版本尚未有中文語言支持。

## 評價
遊戲獲一致好評，評論大多讚揚遊戲的劇情、圖像、遊玩方式、音樂、探索部分和環境設計。GameRankings和Metacritic分別給予遊戲的Xbox One版本89.34分和89分，Windows版本分別給予89.20分和89分。
Game Informer成員安德魯·雷恩納（Andrew Reiner）給予遊戲9.5/10分，認為遊玩方式容易掌握但有挑戰性、操控系統設計良好、劇情敍事性強和出人意表、鼓勵玩家探索環境、管弦音樂出色、環境設計令人驚嘆和著迷、以及各種預設障礙考驗玩家運用創意，但戰鬥系統相對平台設計遜色。評論把遊戲評為2015年其中一款最佳遊戲，也認為遊戲內沒有任何差劣的一刻；Destructoid成員克里斯·卡特（Chris Carter）給予遊戲9.5/10分，認為劇情的敍述方式良好和輕鬆、升級使人感到滿足、玩家能在任何時候建立存檔點、以及圖像媲美《雷曼系列》，甚至在整體質素上輕易超越該系列。評論總結遊戲是一部新的經典，成為了一款成功的平台遊戲，也為忠實玩家提供了一個值得遊玩的體驗。
電子遊戲月刊成員雷·卡斯盧（Ray Carsillo）認為遊戲環境多變、手繪藝術風格細緻、劇情出色難忘、快速存檔系統能有效減少煩厭和氣餒、以及遊戲強調解謎和探索而非戰鬥，使玩家能充分欣賞關卡設計，同時讚揚遊戲在難度上成功取得平衡，但對畫面更新率和玩家無法進入部分已探索的區域作出批評。評論總結遊戲製作精善，是獨立開發公司月亮工作室一款令人難忘的出道作品；GameSpot成員凱芬·凡柯特（Kevin VanOrd）給予遊戲9/10分，認為圖像充滿朝氣、關卡設計精深、逃生情節緊張刺激、遊戲節奏出色、挑戰令人滿足、以及劇情敍述媲美《大神》和《飛龍騎士Orta》，當中序章部分是任何遊戲中最好的故事章節，但認為部分關卡容易使人氣餒。
GamesRadar成員魯卡斯·蘇里凡（Lucas Sullivan）給予遊戲8/10分，讚揚遊戲動畫精美、氣氛非凡傑出、音樂鼓舞人心、以及遊玩方式順應直覺，但對存檔系統作出批評，認為容易造成連續的死亡，此外逃生情節的難度突然提高了不少而且不容許任何失誤。評論總結遊戲內能在六至九小時內完成的旅程絕對能使玩家感到溫暖和滿足，但部分情節較為惱人而需要投入較多時間；Game Revolution成員尼克·丹（Nick Tan）給予遊戲4/5分，批評遊戲劇情長度不足、生命值顯示器沒有意義、重玩價值低、以及逃生情節沒有為玩家提供方向和指引。

### 行銷
遊戲總監湯馬士·馬勒表示遊戲自發售起一星期內已能為微軟帶來利潤；月亮工作室創辦人之一金納迪·高洛爾（Gennadiy Korol）表示遊戲能在數星期內使工作室獲利。馬勒形容微軟對遊戲的表現感到非常高興，亦暗示遊戲將來有機會發展成為系列。

### 獲獎
| 年份 | 獎項                 | 獲提名            | 結果 | 來源   |
| ---- | -------------------- | ----------------- | ---- | ------ |
| 2015 | 金搖桿獎             | 最佳原創遊戲      | 提名 | [ 44 ] |
| 2015 | 金搖桿獎             | 最佳視覺設計      | 提名 | [ 44 ] |
| 2015 | 金搖桿獎             | 終極年度遊戲      | 提名 | [ 44 ] |
| 2015 | 金搖桿獎             | 最佳音效          | 獲獎 | [ 45 ] |
| 2015 | 金搖桿獎             | 最佳Xbox遊戲      | 獲獎 | [ 45 ] |
| 2015 | 遊戲大獎             | 最佳獨立遊戲      | 提名 | [ 46 ] |
| 2015 | 遊戲大獎             | 最佳配樂/原聲     | 提名 | [ 46 ] |
| 2015 | 遊戲大獎             | 最佳動作/冒險遊戲 | 提名 | [ 46 ] |
| 2015 | 遊戲大獎             | 最佳美術指導      | 獲獎 | [ 46 ] |
| 2015 | NAVGTR獎             | 原創冒險遊戲獎    | 獲獎 | [ 47 ] |
| 2016 | 英國學院遊戲獎       | 原創遊戲獎        | 提名 | [ 48 ] |
| 2016 | 英國學院遊戲獎       | 音樂獎            | 提名 | [ 48 ] |
| 2016 | 英國學院遊戲獎       | 新晉遊戲獎        | 提名 | [ 48 ] |
| 2016 | 英國學院遊戲獎       | 美術成就獎        | 獲獎 | [ 48 ] |
| 2016 | 第十九屆D.I.C.E.大獎 | 年度遊戲大獎      | 提名 | [ 49 ] |
| 2016 | 第十九屆D.I.C.E.大獎 | 年度冒險遊戲      | 提名 | [ 49 ] |
| 2016 | 第十九屆D.I.C.E.大獎 | 傑出動畫          | 獲獎 | [ 49 ] |
| 2016 | 第十九屆D.I.C.E.大獎 | 傑出藝術指導      | 獲獎 | [ 49 ] |
| 2016 | 第十九屆D.I.C.E.大獎 | 傑出原創音樂作品  | 獲獎 | [ 49 ] |
| 2016 | 第十九屆D.I.C.E.大獎 | 傑出音效設計      | 提名 | [ 49 ] |

## 續作
2017年6月11日微軟於E3遊戲展宣布續作《精灵与萤火意志》，由Xbox與Windows10獨佔發行。
续作由Xbox遊戲工作室于2020年3月11日首先发行在Xbox One以及Windows上。2020年9月17日，游戏登陆任天堂Switch平台。2020年11月10日，游戏登陆Xbox Series X/S平台。

## 其他
「Ori」源自希伯來文，其含義為「我的光芒」，屬男女通用名稱。遊戲開發人員透露遊戲並未對奧里性別作出定義，對奧里均使用中性代稱，讓玩家有較多想像空間。遊戲也包含了彩蛋，分別向《超級馬里奧兄弟》、《薩爾達傳說》、《超級肉食男孩》和威廉尖叫致敬。

## 外部連結
- Oriblindforest.com （页面存档备份，存于）